# الشركة (الدقهلية)
قرية الشركة هي إحدى القرى التابعة لمركز بلقاس في محافظة الدقهلية في جمهورية مصر العربية. حسب إحصاءات سنة 2006، بلغ إجمالي السكان في الشركة 11374 نسمة، منهم 5803 رجل و5571 امرأة.